# Parataenius simulator
Parataenius simulator är en skalbaggsart som beskrevs av Edgar von Harold 1868. Parataenius simulator ingår i släktet Parataenius och familjen Aphodiidae. Inga underarter finns listade i Catalogue of Life.